# Elek Nyilas
Elek Nyilas (ur. 3 maja 1969 w Budapeszcie) – węgierski piłkarz grający na pozycji pomocnika, reprezentant kraju, trener piłkarski.

## Kariera
W dzieciństwie jego rodzina przeprowadziła się do Dunakeszi, gdzie Nyilas w wieku dziewięciu lat rozpoczął grę w juniorach lokalnego klubu. W latach 1980–1987 był juniorem Újpestu. Ze względu na fakt, iż Újpest nie zechciał wcielić Nyilasa do pierwszego składu, Węgier seniorską karierę rozpoczynał w czwartoligowym Gödi SE. W 1989 roku przeszedł do Orosházi MTK, w którym był zawodnikiem przez dwa lata. W 1991 roku János Csank pozyskał Nyilasa do Váci Izzó MTE. W klubie tym Nyilas stał się zawodnikiem podstawowego składu, a w sezonie 1993/1994 zdobył mistrzostwo Węgier. W 1995 roku został zawodnikiem Ferencvárosu, którego kibicem był od młodości. W barwach tego klubu zagrał w sezonie 1995/1996 w fazie grupowej Ligi Mistrzów UEFA. W tym samym sezonie zdobył mistrzostwo Węgier. W sezonie 1997/1998 przeszedł na zasadzie wypożyczenia do Maccabi Tel Awiw, którego trenerem był wówczas Awram Grant. W klubie tym występował przez siedem miesięcy. W latach 1999–2003 reprezentował barwy MS Aszdod. W sezonie 2003/2004 Nyilas był piłkarzem Győri ETO FC, którego trenerem był wówczas Zoltán Varga. W późniejszych latach grał w klubach niższych lig. Karierę piłkarską kończył w 2007 roku w Göd SE.
W latach 1995–1997 zagrał w 14 meczach reprezentacji Węgier. W kadrze zadebiutował 11 października 1995 w przegranym 0:3 meczu eliminacji Mistrzostw Europy ze Szwajcarią. Strzelił dla reprezentacji dwa gole – oba w wygranym 3:0 meczu z Azerbejdżanem (eliminacje Mistrzostw Świata 10 listopada 1996). Ostatni mecz rozegrał w barażu eliminacji Mistrzostw Świata, przegranym przez Węgry z Jugosławią 1:7.
Po zakończeniu piłkarskiej pełnił funkcję trenera klubu Vácrátót KSE (szósty poziom rozgrywkowy), a także Vác VLSE (drużyna U-19). W 2013 roku został trenerem klubu Szeged 2011 – Grosics Akadémia.

## Statystyki ligowe
| Sezon         | Klub             | Liga        | Mecze | Gole |
| ------------- | ---------------- | ----------- | ----- | ---- |
| 1987/1988     | Gödi SE          | Megye I     | ?     | ?    |
| 1988/1989     | Gödi SE          | Megye I     | ?     | ?    |
| 1989/1990     | Orosházi MTK     | NB III      | ?     | ?    |
| 1990/1991     | Orosházi MTK     | NB III      | ?     | ?    |
| 1991/1992     | Váci Izzó MTE    | NB I        | 18    | 2    |
| 1992/1993     | Vác FC           | NB I        | 26    | 1    |
| 1993/1994     | Vác FC           | NB I        | 29    | 7    |
| 1994/1995     | Vác FC           | NB I        | 28    | 3    |
| 1995/1996     | Ferencvárosi TC  | NB I        | 21    | 3    |
| 1996/1997     | Ferencvárosi TC  | NB I        | 26    | 8    |
| 1997/1998 (j) | Ferencvárosi TC  | NB I        | 13    | 2    |
| 1997/1998     | Maccabi Tel Awiw | Liga Leumit | 20    | 2    |
| 1998/1999     | Ferencvárosi TC  | NB I        | 33    | 3    |
| 1999/2000     | MS Aszdod        | Ligat ha’Al | 37    | 7    |
| 2000/2001     | MS Aszdod        | Ligat ha’Al | 36    | 10   |
| 2001/2002     | MS Aszdod        | Ligat ha’Al | 29    | 4    |
| 2002/2003     | MS Aszdod        | Ligat ha’Al | 0     | 0    |
| 2003/2004     | Győri ETO FC     | NB I        | 22    | 1    |